# ケプラー174d
| 海王星 | ケプラー174d |
| ------ | ------------ |
| 海王星 | Exoplanet    |

ケプラー174d(英語:Kepler-174d)とは地球から見てこと座の方向に約1270光年離れたところにある太陽の6割の質量と半径を持つ恒星、ケプラー174を公転している太陽系外惑星である。大きさは地球の2.14倍である。この大きさからケプラー174dは地球より大きい岩石惑星、スーパーアースと小型のガス惑星の両方に可能性がある。主星から0.677AU離れており、これは太陽系では金星軌道(0.72AU)に相当する距離を247.4日で公転している。(金星の公転周期は224.7日)その為、ケプラー174dはハビタブルゾーンの外縁の縁を公転しており、表面温度は212K(-61℃)と人間には若干、寒い環境にあるが、生命が存在していくには十分な環境とされている。